# Nederlandse Franz Kafka-Kring

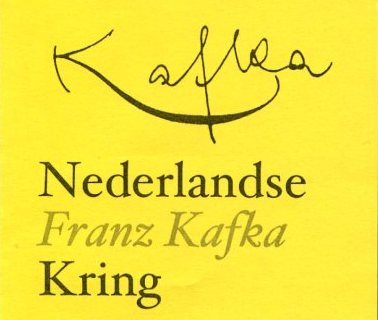

Der Niederländische Franz-Kafka-Kreis (Nederlandse Franz Kafka-Kring) ist eine 1992 gegründete Stiftung mit Sitz in Utrecht.
Sie hat sich „die Förderung der wissenschaftlichen Beschäftigung mit Werk, Leben und Zeit Franz Kafkas in den Niederlanden und Flandern“ zum Ziel gesetzt.

## Publikationen
Mit dem Kafka-Cahier gibt die Gesellschaft in loser Folge Studien zu Kafkas Werk heraus. Die Zeitschrift Kafka-Katern, die seit 1993 vierteljährlich erschien, wurde nach 19 Jahrgängen Ende 2011 eingestellt.